# Boston Legacy FC
Boston Legacy FC es un club de fútbol planificado ubicado en Boston, Massachusetts. El club tiene previsto debutar en la National Women's Soccer League en 2026.

## Historia

### Franquicia original de Boston Breakers
Los Boston Breakers fueron un equipo de fútbol femenino profesional que jugó en la WUSA de 2001 a 2003. En la última temporada en WUSA, los Breakers tuvieron su mejor récord (10–4–7) y quedaron primeros en la temporada regular antes de perder ante Washington Freedom en las semifinales. 

### Segunda franquicia de Boston Breakers
En 2007 se anunció una nueva liga denominada Women's Soccer League.  La segunda versión de los Boston Breakers se jugó en Allston, Massachusetts, de 2009 a 2011.  La liga cerró a principios de 2012, y ese año, los Breakers compitieron en la Women's Premier Soccer League Elite.  Luego de una temporada, el club pasó a la National Women's Soccer League, donde jugó de 2013 a 2017. El 25 de enero de 2018, el club cerró y no participó en la NWSL esa temporada.  Los informes generalmente culparon a la falta de marketing y la consiguiente base limitada de fanáticos por la desaparición del club.  

### Oferta de expansión 2026
El 19 de septiembre de 2023, se anunció un equipo de expansión en la NWSL, con una fecha de inicio prevista para 2026.  El grupo propietario de la oferta ganadora, Boston Unity Soccer Partners (BUSP), es un grupo propietario exclusivamente de mujeres liderado por Jennifer Epstein, Stephanie Connaughton, Ami Danoff y Anna Palmer. 
El 15 de octubre de 2024 se dio a conocer la identidad oficial del equipo, siendo elegido el nombre BOS Nation FC, como un juego de palabras relacionado con la ciudad, ya que el concepto «Bos Nation» es un anagrama de la palabra Bostonian, el gentilicio de la ciudad en el idioma inglés. Además se presentaron los colores negro y verde como los representativos para el club. La campaña de la lanzamiento del equipo basó su mercadotecnia en el lema «there are too many balls in this town» (hay demasiados balones en esta ciudad), lo que generó críticas por parte de la comunidad LGBT al considerarlo como transfóbico o centrado en los deportes masculinos, cuando se buscaba publicitar a un equipo femenino. Posteriormente se anunció una remodelación del proyecto en la búsqueda de crear un equipo que representara «la fuerza, la diversidad y la pasión de Boston».
En marzo de 2025 la directiva del equipo anunció que se buscaría un nuevo nombre debido a la mala reputación de la marca BOS Nation FC. Finalmente el 26 de marzo se develó el nuevo nombre del club: Boston Legacy FC, el cual mantendrá los colores negro y verde que habían sido elegidos para representar al club desde el inicio del proyecto.
En el mismo mes de marzo el equipo anunció la contratación de Domènec Guasch como el primer gerente general del equipo, Guasch había trabajado anteriormente en la rama femenina del FC Barcelona. En mayo de 2025 el diario portugués A Bola informó que Filipa Patão fue elegida como la primera entrenadora del Boston Legacy, incorporándose al equipo al terminar la temporada futbolística europea, ya que Patão tenía la posición de entrenadora del Benfica al momento de su contratación, el 25 de junio el club hizo oficial su nombramiento. En julio de 2025 se anunciaron las dos primeras jugadoras del equipo: la mediocampista estadounidense Annie Karich y la delantera maliense Aissata Traoré, las cuales fueron cedidas a equipos extranjeros hasta el final del año.

## Estadio
El equipo jugará partidos en casa en el White Stadium en Franklin Park, Boston.
La ciudad de Boston planeaba comprometer hasta $50 millones para la renovación del estadio, y BUSP prometió $30 millones.  El estadio será el primer lugar en el país que albergará una franquicia deportiva de ligas importantes y el programa atlético de una escuela secundaria pública.  El estadio se compartirá con los equipos de atletismo y fútbol de las Escuelas Públicas de Boston.  Los partidos de fútbol americano estarán prohibidos en el campo durante la temporada de fútbol profesional, aunque se jugará fútbol americano de secundaria en el campo durante los playoffs y los juegos de Acción de Gracias.
En la primavera del 2025 se anunció que se llevaría a cabo la realización de trabajos de renovación en el White Stadium, sin embargo, debido a retrasos generados por la oposición de algunos sectores de la comunidad a las obras en el estadio, los trabajos no serán completados hasta finales de 2026, por lo que durante la temporada inaugural el equipo de Boston jugará sus partidos como local en el Gillette Stadium de Foxborough.